# Val-de-Saâne
Val-de-Saâne là một xã thuộc tỉnh Seine-Maritime trong vùng Normandie miền bắc nước Pháp.

### Huy hiệu
| Arms of Val-de-Saâne | The arms of the commune of Val-de-Saâne are blazoned: Gules, on a cross Or between 2 fleurs-de-lys, an escallop and a rose argent, an inescutcheon vert charged with a cock Or. |

## Dân số
| Năm | 1962 | 1968 | 1975 | 1982 | 1990 | 1999 | 2006 |
| --- | ---- | ---- | ---- | ---- | ---- | ---- | ---- |
| Dân số | 688  | 707  | 1027 | 1214 | 1257 | 1330 | 1353 |
| From the year 1962 on: No double counting—residents of multiple communes (e.g. students and military personnel) are counted only once. |      |      |      |      |      |      |      |